# Charles E. Merrill Jr.
Charles Edward Merrill Jr. (17. srpna 1920 Spojené státy americké - 29. listopadu 2017 Nowy Sącz) byl americký pedagog, spisovatel a filantrop, známý především podporou Historických vysokých škol sloužící primárně Afroamerické komunitě a také založením Commonwealth School v Bostonu.

## Mládí
Byl synem Charlese E. Merrilla, jednoho ze zakladatelů společnosti Merrill Lynch, banky zabývající se obchodováním s akciemi a investicemi. Byl druhým ze dvou dětí narozených Charlesu E. Merrillovi a jeho první manželce Elizabeth Church Merrill. Byl mladším bratrem Doris Merrillové Magowanové (1916–2001) a nevlastním bratrem básníka Jamese Merilla (1926–1995). Dětství a dospívání prožil v New Yorku. Studoval na vysoké-přípravné škole Deerfield Academy a následně absolvoval Harvard College. Později vyučoval v Rakousku, kde byl příjemcem Fulbrightova grantu.

## Vojenská služba
Během druhé světové války sloužil v armádě Spojených států amerických Sever v severní Africe, Itálii a Německu. Jedním z příběhů vycházejících z této zkušenosti bylo Merrillovo zapojení do záchrany mladistvého židovského chlapce Bernata Rosnera, kterého potkal v Německu. Rosner během holocaustu osiřel a tak se později spřátelil s Merrillem, který mu pomohl v emigraci do Spojených států amerických, kde sponzoroval jeho vzdělání. Bernat Rosner nakonec navštěvoval Harvardskou právnickou školu a později se stal generálním poradcem společnosti Safeway Inc., obchodního řetězce s potravinami, který založil Charles E. Merrill starší a který vedl Merrillův švagr Robert Anderson Magowan. Rosnerův život byl popsán v knize s názvem Uncommon Friendship: From Opposide Sides of Holocaust (University of California Press, 2001).

## Pedagog a filantrop
V roce 1958 Merrill založil v Bostonu Commonwealth School a stal se jejím ředitelem. Od svých počátků školu osobně financoval a personálně zabezpečoval. Z funkce ředitele školy odešel do penze v roce 1981. Škola byla odrazem Merrillových principů. Jeho cílem bylo poskytnout klasické vzdělání studentům z menšinových skupin. Vzdělaní se dostávalo především v historii, angličtině a psaní. Sám vyučoval náboženství v devátém ročníku, nikoli z náboženského, ale z humanistického hlediska. Zachoval také zásady šetrnosti Yankeeů, které vyžadovaly, aby se studenti podíleli na údržbě školy. Často financoval studentům v tíživé finanční situaci středoškolské i vysokoškolské vzdělání. Škola dnes sídlí ve dvou propojených městských domech v bostonské čtvrti Back Bay na rohu Commonwealth Avenue a Dartmouth Avenue. V roce 1946 byl také jedním ze spoluzakladatelů školy Thomase Jeffersona v St. Louis.
Později financoval několik dalších vysokých škol. Byl předsedou Charles E. Merrill Trust, charitativní nadace pojmenované po jeho otci. V roce 1968 této nadaci věnoval peníze na financování Merrill College na Kalifornské univerzitě v Santa Cruz. Také působil více než 15 let jako předseda správní rady Morehouse College, historické vysoké školy sloužící primárně Afroamerické komunitě v Atlantě. V areálu školy v Morehouse vznikla Merrill Hall, která na jeho počest byla zasvěcena jeho jménu. Působil také ve výborech Marlboro College ve Vermontu a Hampshire College v západním Massachusetts. Vyučoval na Guilford College, Moravian College, Spelman College a Warren Wilson College.

## Osobní život
Navzdory velkému osobnímu bohatství, které získal v raném dětství, žil skromně. Před otcovou smrtí se spolu s dvěma sourozenci vzdal veškerého dalšího dědictví z otcova majetku výměnou za 100 dolarů. V důsledku toho byla velká část majetku Charlese Merrilla st. věnována jeho fondu.
James Merrill věnoval svou sbírku básní z roku 1985 Late Settings „pro mou sestru Doris a mého bratra Charlese“. (Jeho román Seraglio z roku 1957, který se často považuje jako portrét zženštilých způsobů Charlese E. Merilla, byl věnován básníkovým deseti synovcům a neteřím). James Merrill sdílel se svým bratrem celoživotní lásku k opeře, zážitek, o kterém psal ve svých pamětech z roku 1993 A Different Person.

## Pozdější roky
O svých zkušenostech při zakládání a vedení školy Commonwealth po dobu 23 let napsal knihu The Walled Garden (Rowan Tree Press 1982). Byl internacionalista a jeho cesty ho zavedly do bývalých sovětských satelitních států Československa,Polska a dalších zemí střední a východní Evropy. O těchto cestách napsal knihu Cesta. Dalšími jeho knihy jsou: Cesta do Paříže, Emilyin rok, Velké ukrajinské partyzánské hnutí a Šeková knížka. Pomohl založit Nadaci pro podporu vzdělávání (Fondacija za podrsku obrazovanju) v Lukavaci v Bosně a Hercegovině. Často hovořil o demokratických reformách a svobodách. Kromě toho byl také uznávaným umělcem.
v roce 1942 se oženil se svou středoškolskou láskou Mary White Klohr. Bylo to šťastné manželství, které přineslo pět dětí a trvalo až do její smrti v roce 1999. Na rozdíl od svého otce byl Merrill Jr. skromný, nenáročný muž, který byl oddaný své rodině. Po smrti své ženy se oženil s Julií Boudreauxovou, která ho přežila. V době před svou smrti pobýval v Beacon Hill v Bostonu, na farmě v Hancocku v New Hampshire a v polském Nowém Sączu, kde 29. listopadu 2017 zemřel.